# 向山東町
向山東町（むかいやまひがしまち）は、愛知県豊橋市の地名。

## 地理
豊橋市中央部に位置する。東から南は三ノ輪町、西は向山町、北は向山大池町に接する。

### 通学区域
|      | 小学校             | 中学校             | 高等学校 |
| ---- | ------------------ | ------------------ | -------- |
| 全域 | 豊橋市立向山小学校 | 豊橋市立中部中学校 | 三河学区 |

## 歴史

### 人口の変遷
国勢調査による人口および世帯数の推移。
| 1995年（平成7年）  | 332世帯 935人 |  |
| 2000年（平成12年） | 334世帯 908人 |  |
| 2005年（平成17年） | 337世帯 867人 |  |
| 2010年（平成22年） | 315世帯 786人 |  |
| 2015年（平成27年） | 310世帯 773人 |  |

### 沿革
- 1959年（昭和34年）10月20日 - 向山町・三ノ輪町の各一部より、向山東町が成立[2]。

### WEB
1. ↑  “愛知県豊橋市の町丁・字一覧”.   人口統計ラボ. 2023年4月13日閲覧。
2. ↑  総務省統計局 (2017年1月27日). “平成27年国勢調査の調査結果(e-Stat) - 男女別人口及び世帯数 －町丁・字等” (CSV). 2021年7月21日閲覧。
3. ↑  “愛知県豊橋市の郵便番号一覧”.   日本郵便. 2023年4月13日閲覧。
4. ↑  “市外局番の一覧” (PDF).   総務省 (2022年3月1日). 2022年3月22日閲覧。
5. 1 2  豊橋市教育部学校教育課 (2025年4月1日). “校区早見表（R7.4.1現在）” (PDF).   豊橋市. 2025年7月14日閲覧。
6. ↑  総務省統計局 (2014年3月28日). “平成7年国勢調査の調査結果(e-Stat) - 男女別人口及び世帯数 －町丁・字等” (CSV). 2021年7月20日閲覧。
7. ↑  総務省統計局 (2014年5月30日). “平成12年国勢調査の調査結果(e-Stat) - 男女別人口及び世帯数 －町丁・字等” (CSV). 2021年7月20日閲覧。
8. ↑  総務省統計局 (2014年6月27日). “平成17年国勢調査の調査結果(e-Stat) - 男女別人口及び世帯数 －町丁・字等” (CSV). 2021年7月21日閲覧。
9. ↑  総務省統計局 (2012年1月20日). “平成22年国勢調査の調査結果(e-Stat) - 男女別人口及び世帯数 －町丁・字等” (CSV). 2021年7月21日閲覧。
10. ↑  総務省統計局 (2017年1月27日). “平成27年国勢調査の調査結果(e-Stat) - 男女別人口及び世帯数 －町丁・字等” (CSV). 2021年7月21日閲覧。

### 書籍
1. 1 2  「角川日本地名大辞典」編纂委員会 1989, p. 1797.
2. ↑  吉川利明 1976, p. 58.